# Запис Агатоновића крушка (Горњи Дубич)
Запис Агатоновића крушка се налази у селу Горњи Дубич близу Трстеника на парцели чији је власник Агатоновић Ружица.

## Локација
| Општина             | Трстеник                                                         |
| Катастарска општина | Горњи Дубич                                                      |
| Потес               | Запис                                                            |
| Координате          | 43° 44′ 11″ С; 21° 00′ 51″ И / 43.7363° С; 21.014099999999999° И |
| Надморска висина    | 694m                                                             |

## Карактеристике
Дендрометријске вредности утврђене на терену и сателитским снимцима:
| Стабло                     | Крушка |
| Висина стабла              | m      |
| Обим дебла                 | m      |
| Пречник крошње             | 8m     |
| Пречник дебла              | m      |
| Висина дебла до прве гране | m      |

## База записа
Запис је у оквиру Викимедија пројекта "Запис - Свето дрво" заведен под редним бројем 0591.